# Ostrów (powiat jarosławski)
Ostrów – wieś w Polsce położona w województwie podkarpackim, w powiecie jarosławskim, w gminie Radymno.
Przez miejscowość przepływa rzeka, Łęg Rokietnicki, lewy dopływ Sanu.
Przed II Wojną Światową we wsi istniała drewniana cerkiew greckokatolicka pod wezwaniem Św. Jerzego, która została wybudowana w roku 1868 i odnowiona w roku 1936. W latach 1938–1939 parafia greckokatolicka w Ostrowie wchodziła w skład dekanatu Radymno, przemyskiej eparchii i obejmowała miejscowości Ostrów (390 wiernych), Łowce (14 wiernych) i Tuczempy (91 wiernych). Ostatnim proboszczem parafii greckokatolickiej w Ostrowie był ksiądz Mikołaj Toporowski.
W latach 1975–1998 miejscowość należała administracyjnie do województwa przemyskiego.

## Części wsi
| SIMC    | Nazwa    | Rodzaj    |
| ------- | -------- | --------- |
| 0609818 | Dół      | część wsi |
| 0609824 | Góra     | część wsi |
| 0609830 | Ostrówek | część wsi |

We wsi funkcjonują między innymi:
- Ludowy Klub Sportowy Łęk,
- Zespół Pieśni i Tańca „Ostrowiacy”.

Wierni kościoła rzymskokatolickiego należą do rzymskokatolickiej parafii Matki Bożej Królowej Polski w Ostrowie.

## Transport
- 94 Droga krajowa nr 94: Jędrzychowice (węzeł „Zgorzelec”) – Bolesławiec – Krzywa – Chojnów – Legnica – Prochowice – Wrocław – Oława – Brzeg – Opole – Strzelce Opolskie – Toszek – Pyskowice – Zabrze – Bytom – Siemianowice Śląskie – Czeladź – Będzin – Sosnowiec – Dąbrowa Górnicza – Sławków – Olkusz – Modlniczka – ... – Kraków (węzeł „Kraków Wielicka”) – Wieliczka – Bochnia – Brzesko – Wojnicz – Tarnów – Pilzno – Dębica – Ropczyce – Sędziszów Małopolski – Rzeszów – Łańcut – Przeworsk – Jarosław – Radymno – Korczowa – granica państwa (Ukraina)
- 77 Droga krajowa nr 77: Lipnik – Sandomierz – Gorzyce – Stalowa Wola – Nisko – Leżajsk – Tryńcza – Jarosław – Radymno – Żurawica – Przemyśl

## Osoby związane z miejscowością
- Mieczysław Kasprzak – poseł na Sejm II, IV, V, VI, VII, VIII i IX kadencji (1993–1997, od 2001), w latach 2011–2013 sekretarz stanu w Ministerstwie Gospodarki.